# Косых, Иван Сергеевич
Ива́н Серге́евич Косы́х (11 ноября 1925, Алапаевск — 15 января 2000, Москва) — советский и российский актёр театра и кино, мастер эпизодических ролей. Заслуженный артист РСФСР (1989).

## Биография
Родился 11 ноября 1925 года в Алапаевске (ныне Свердловская область). Окончил Алапаевскую среднюю школу № 2. В 1942 году поступил в УрГК имени М. П. Мусоргского на факультет народных инструментов по классу баяна.
В марте 1943 года ушёл добровольцем на фронт. Проходил военную службу по охране особо важных объектов на Пермской железной дороге в составе 85-го полка 34-й дивизии войск НКВД.
Демобилизовавшись в мае 1946 года, поступил в Свердловскую школу киноактёра. В 1948 году перевёлся на третий курс актёрского факультета ВГИКа. По его окончании в 1951 году был зачислен в штат Театра-студии киноактёра, где работал до ухода на заслуженный отдых в 1990 году.
Снялся в эпизодических ролях примерно в двухстах фильмах.
Приёмный отец актёра Виктора Косых (1950—2011). 
Скончался 15 января 2000 года на 75-м году жизни. Похоронен на Хованском кладбище (уч. 50а).

## Фильмография
| Год       |     | Название                            | Роль                                 |
| --------- | --- | ----------------------------------- | ------------------------------------ |
| 1951      | ф   | Сельский врач                       | Фёдор, жених Дуси                    |
| 1953      | ф   | Застава в горах                     | Синицын, ефрейтор, пограничник       |
| 1954      | ф   | Верные друзья                       | парень на барже                      |
| 1954      | ф   | Командир корабля                    | матрос                               |
| 1955      | ф   | Случай с ефрейтором Кочетковым      | Имя персонажа не указано             |
| 1956      | ф   | Карнавальная ночь                   | участник танцевального кружка        |
| 1958      | ф   | Добровольцы                         | Имя персонажа не указано             |
| 1959      | ф   | Капитанская дочка                   | палач                                |
| 1961      | ф   | Друг мой, Колька                    | шофёр автобазы                       |
| 1962      | ф   | Девчата                             | лесоруб, обедающий в столовой        |
| 1964      | ф   | Отец солдата                        | баянист                              |
| 1964      | ф   | Пядь земли                          | старший лейтенант                    |
| 1965      | ф   | Пакет                               | Имя персонажа не указано             |
| 1965      | ф   | Двадцать шесть бакинских комиссаров | Яков Давидович Зевин                 |
| 1966      | ф   | Там, где цветут эдельвейсы          | Иван Громобой, старшина, пограничник |
| 1966      | ф   | Весёлые расплюевские дни            | Шатала                               |
| 1966      | ф   | Нет и да                            | Имя персонажа не указано             |
| 1966      | кор | Одни                                | Имя персонажа не указано             |
| 1966      | ф   | Подарок                             | Имя персонажа не указано             |
| 1967      | ф   | Доктор Вера                         | эпизод                               |
| 1967      | ф   | Крепкий орешек                      | Имя персонажа не указано             |
| 1967      | ф   | Пароль не нужен                     | ординарец Блюхера                    |
| 1968      | ф   | Крах                                | Имя персонажа не указано             |
| 1968      | ф   | Хозяин тайги                        | сплавщик                             |
| 1968      | ф   | Зигзаг удачи                        | мужчина на розыгрыше                 |
| 1969      | ф   | Мой папа — капитан                  | сплавщик                             |
| 1970      | ф   | В лазоревой степи                   | Имя персонажа не указано             |
| 1970      | ф   | Красная площадь                     | Имя персонажа не указано             |
| 1970      | ф   | Морской характер                    | Имя персонажа не указано             |
| 1971      | ф   | Пришёл солдат с фронта              | Имя персонажа не указано             |
| 1973      | ф   | С тобой и без тебя                  | Имя персонажа не указано             |
| 1973—1983 | с   | Вечный зов                          | Имя персонажа не указано             |
| 1975      | ф   | Ау-у!                               | Имя персонажа не указано             |
| 1975      | ф   | Честное волшебное                   | Булыжник                             |
| 1976      | ф   | Приключения Нуки                    | Имя персонажа не указано             |
| 1977      | ф   | Враги                               | Имя персонажа не указано             |
| 1977      | ф   | Фронт за линией фронта              | солдат                               |
| 1978      | тф  | Соль земли                          | Имя персонажа не указано             |
| 1979      | ф   | Оазис в огне                        | Имя персонажа не указано             |
| 1980      | ф   | Коней на переправе не меняют        | Имя персонажа не указано             |
| 1981      | ф   | Они были актёрами                   | Солодчий                             |
| 1981      | ф   | Фронт в тылу врага                  | Морозов                              |
| 1982      | ф   | Нас венчали не в церкви             | Имя персонажа не указано             |
| 1983      | ф   | Ворота в небо                       | Имя персонажа не указано             |
| 1983      | ф   | Приступить к ликвидации             | Лобанов                              |
| 1983      | ф   | У опасной черты                     | Штейнфул                             |
| 1984      | ф   | Первая конная                       | Имя персонажа не указано             |
| 1985      | ф   | Утро обречённого прииска            | Имя персонажа не указано             |
| 1985      | ф   | Я тебя помню                        | Имя персонажа не указано             |
| 1986      | ф   | Наградить (посмертно)               | Имя персонажа не указано             |
| 1986      | ф   | В распутицу                         | учетник                              |
| 1988      | ф   | Пусть я умру, Господи               | прораб                               |
| 1989      | ф   | Утоли моя печали                    | гармонист                            |
| 1990      | ф   | Враг народа — Бухарин               | В. И. Ленин                          |
| 1991      | ф   | Цареубийца                          | В. И. Ленин                          |
| 1993      | ф   | Троцкий                             | В. И. Ленин                          |
| 1994      | ф   | Любовь французская и русская        | гармонист                            |
| 1994      | ф   | Я свободен, я ничей                 | Имя персонажа не указано             |
| 1996      | ф   | Любить по-русски 2                  | Имя персонажа не указано             |
| 1997      | ф   | Вор                                 | пассажир, играющий на баяне          |